# José Rebollo López
José Rebollo López (Badajoz, 1873-Badajoz, 1928) fue un pintor, dibujante, profesor y caricaturista español.

## Biografía
Nació el 9 de octubre de 1873 en Badajoz. Como artista cultivó la pintura y la caricatura, colaborando a mediados de la década de 1890 con el periódico pacense El Orden. Director de la Escuela Municipal de Artes y Oficios de Badajoz y presidente de la Sociedad Centro Obrero de Badajoz, falleció el 8 de diciembre de 1928, a la edad de cincuenta y cinco años, en Badajoz. Estuvo casado con Andrea Cortés Cabrera y entre sus discípulos se encontró Antonio Martínez Virel.